# 大朗瓦峰
62°18′58″N 9°11′37″E / 62.31611°N 9.19361°E
大朗瓦峰是挪威的山峰，位於該國東南部內陸郡，處於萊沙，距離首都奧斯陸280公里，海拔高度1,700米，受凍原氣候影響，鄰近地區屬丘陵地勢。